# Themira sabulicola
Themira sabulicola är en tvåvingeart som beskrevs av Ozerov 1985. Themira sabulicola ingår i släktet Themira och familjen svängflugor. Inga underarter finns listade i Catalogue of Life.